# Idiostrangalia shirakii
Idiostrangalia shirakii là một loài bọ cánh cứng trong họ Cerambycidae.